# Estádio Loro Boriçi
O Estádio Loro Boriçi (em albanês: Stadiumi  Loro Boriçi) é um estádio multiuso localizado na cidade de Escodra, na Albânia. Fundado oficialmente em 1 de maio de 1952, atualmente é utilizado principalmente para competições de futebol, sediando jogos tanto da Seleção Albanesa de Futebol quanto do clube local Vllaznia Shkodër. Conta atualmente com capacidade para receber até 18 100 espectadores.

## Homenagem
Seu nome rende homenagem à Loro Boriçi (1922–1984), memorável futebolista albanês que atuou por Vllaznia Shkodër, Partizani Tirana e pela Seleção Albanesa, da qual foi capitão durante a histórica campanha albanesa na Copa dos Balcãs de 1946, sediada no país e que terminou com a conquista do título inédito pela seleção nacional. 